# Государственные железные дороги Таиланда
Государственная Железная Дорога Таиланда (тайск. การรถไฟแห่งประเทศไทย) — государственный железнодорожный оператор Таиланда. Ежегодный объём пассажироперевозок по сети железных дорог Таиланда составляет около 50 млн пассажиров.

## История
История железных дорог восходит к 1855 году, когда правителю Таиланда, Королю Раме 4, был преподнесена в подарок миниатюрная железная дорога из Англии (хранится в Национальном музее). Однако на тот момент положение страны было неустойчивым и от изысканий в области железнодорожного строительства отказались.
ГЖТ (Государственная Железная Дорога Таиланда) была создана в октябре 1890 года как Железнодорожное управление.
Строительство первой железной дороги в Таиланде из Бангкока в Накхонратчасиму было начато 9 марта 1892 года (09 มีนาคม พ.ศ.2434) . Церемония открытия железнодорожного сообщения на участке между городами Бангкок и Аюттхая была проведена королем Рамой 5 26 марта 1897 года. Полностью ветка была достроена в ноябре 1900 года. Железнодорожная колея была шириной 1430 мм.
Однако первой железной дорогой Таиланда надо принято считать путь длиной около 20 км в Пакнам, который начали строить в 1891 году. Он был открыт в 1894 году и доказал успешность самой идеи строительства железных дорог в Таиланде.
Железнодорожная линия Тхонбури — Пхетчабури протяженностью 150 км была открыта 19 июня 1903 года.
На Северной Линии была применена стандартная мировая колея 1435 мм, но в 1919 году, было принято решение перешить его на общий стандарт 1000 мм, принятый в Таиланде. Это было завершено к 1930 году.
К 1935 году под управлением «Королевских государственных железных дорог Таиланда» находилось 3100 км путей.
На 2005 год, ГЖТ имела протяженность 4070 км, метровой колеи, большая часть всех линий однопутны, только на наиболее напряжённых линиях вблизи Бангкока часть линий являются двухпутными.
Имеется связь с железными дорогами Малайзии и Лаоса (короткая ветка на лаосскую территорию). Связь с Камбоджей не действует.
В пригородах Бангкока действуют электрифицированные линии колеи 1435 мм.  

## Станции

### Северная линия
- Бангсу Узел — крупнейшая грузовая станция и грузовой терминал в Таиланде. На станции также находится основное локомотивное депо.
- Аюттхая — пригородная станция на севере Бангкока.
- Пан Пхачи Узел — основная узловая станция для северной и северо-восточной линии.
- Лоп Бури — конечная станция северной пригородной линии.
- Нахон Саван — прежнее название Нонг Плинг (до 1956 года).
- Пхитсанулок — станция в провинции.
- Пан Дарайи узел — узловая станция линии Саванхалок.
- Сила — депо на Северной линии.
- Денчаи — узловая станция с ответвлением на Фрае на линии с Чиангмай.
- Нахон Лампанг — Депо по Северной линии.
- Чиангмай — конечная станция Северной линии.

## Внешние ссылки
- Литература издаваемая SRT (ГЖТ)
- Проект скоростной линии "3 аэропорта"
- Проект скоростной линии "Бангкок - Нонгкай"
- Проект двухпутных линий через Лопбури
- Проект двухпутных линий "Northeastern double-track railway construction project"